# Monte Subasio
De Monte Subasio is een 1290 meter hoge berg in de Italiaanse Apennijnen.
De berg verheft zich ten oosten van de bekende plaats Assisi. Het roze getinte gesteente van de berg is gebruikt voor de bouw van verschillende Franciscaanse bouwwerken in deze plaats. Uit de uitgestrekte bossen op de hellingen werd hout gehaald en het water van de bron Fontemaggio wordt al sinds de Romeinse tijd als drinkwater gebruikt.
Sinds 1995 is de berg en een groot gebied ten oosten ervan tot beschermd natuurgebied verklaard, het Parco del Monte Subasio. De kale top van de Monte Subasio is afgeplat en vertoont verschillende karstverschijnselen zoals dolinen. In de bossen op de hellingen komen bomen voor als de eik, moseik, steeneik, haagbeuk en esdoorn. Enkele diersoorten die in het gebied voorkomen zijn de vos, wilde kat, zwijn, houtduif en das.